# 레오니드 칸테르
레오니드 칸테르(Леонід Кантер, 1981년 7월 27일 – 2018년 6월 4일)는 우크라이나의 다큐멘터리 영화 제작자, 작가, 문화 활동가였다. 그는 러시아-우크라이나 전쟁을 기록한 영화와 우크라이나 북부의 오비록 예술 마을 공동 설립으로 가장 잘 알려져 있다.

## 유년 시절
키이우에서 태어난 칸테르는 1998년에 키이우 자연과학 리세움 No. 145를 졸업하고 이후 키이우 국립 I.K. 카르펜코-카리 극장, 영화 및 텔레비전 대학교에서 공부했다.

## 경력
2003년에는 독립 영화 스튜디오 리자드 필름스를 설립하여 50편 이상의 단편 영화와 여러 장편 다큐멘터리를 감독했다. 2007년에는 체르니히우에 예술가와 문화 행사를 위한 공간인 오비록 아트 빌리지를 설립했다.
2014년에는 우크라이나 방위군 병사들의 경험과 부적절한 복무 규정을 강조하는 다큐멘터리 '우리 자신의 비용으로 전쟁을'을 공동 연출했다. 촬영 당시, 칸테르는 주방위군 제2대대로 자원 입대했다. 나중에 그는 군 복무를 마치고 다큐멘터리 영화 제작에 집중하기로 결정했다. 그 뒤를 이어 2015년에는 도네츠크 공항을 방어하는 자원봉사자들의 모습을 담은 우크라이나인들이 등장했다. 다큐멘터리에는 우크라이나 자원봉사단 병사들의 증언과 함께 공항 전투 장면이 다양하게 담겨 있었다. 이반 야스니와 공동 감독한 그의 마지막 영화 '신화'(2018)는 우크라이나 오페라 가수 바실 슬리팍의 삶을 기록했다. 바실 슬리팍은 그의 경력을 프랑스에서 떠나 우크라이나 군대에 자원했다가 돈바스 전쟁에서 전사했다.

## 사망
2018년 6월 4일, 칸테르는 오비록에서 머리에 총상을 입고 사망한 채 발견되었다. 당국은 현장에서 발견된 메모를 인용해 그의 사망을 자살로 판결했다. 그의 유족으로는 아내와 세 자녀가 있다.